# İlkay Gündoğan
İlkay Gündoğan (Gelsenkirchen, 24 de outubro de 1990) é um futebolista alemão de origem turca que atua como meio-campista. Atualmente joga pelo Manchester City.
Gündoğan foi uma figura central do triunfo do Dortmund na Bundesliga 2011–12. Normalmente meia central, é notável por seu jogo de passes e qualidade técnica.

## Clubes
Gündoğan nasceu em uma família de imigrantes turcos de Gelsenkirchen. Aos dezoito anos de idade, estreou em 2008 no VfL Bochum, e depois foi para o Nuremberg.[carece de fontes?]

### Borussia Dortmund
Em 5 de maio de 2011, Gündoğan assinou um contrato de quatro anos com o Borussia Dortmund. Na jornada 17 marcou pela primeira vez com o Dortmund, no jogo contra o Freiburg. Em 20 de março de 2012, Gündoğan marcou um gol aos 120 minutos para derrotar o Greuther Fürth e colocar o Dortmund na final da Copa da Alemanha.
Na temporada 2012–13, Gündoğan foi uma das figuras centrais do Borussia Dortmund quando eles chegaram à final da Liga dos Campeões. Gündoğan foi elogiado por seu dois jogos na semi final contra o Real Madrid. Na final da Liga dos Campeões marcou, de pênalti, o único gol da equipe na derrota por 1–2 para o Bayern de Munique.
Na temporada 2013–14 passou a maior parte do tempo afastado dos gramados devido a uma lesão na coluna durante um amistoso da Alemanha contra o Paraguai, em agosto de 2013. Mesmo assim o Borussia estendeu seu contrato até 2016. Em 1º de julho de 2015 ampliou seu contrato até junho de 2017.

### Manchester City
Em 2 de junho de 2016 o Manchester City acertou sua contratação por quatro temporadas. Debutou em 14 de setembro na partida contra o Borussia Mönchengladbach pela Liga dos Campeões de 2016–17.

#### 2020–21

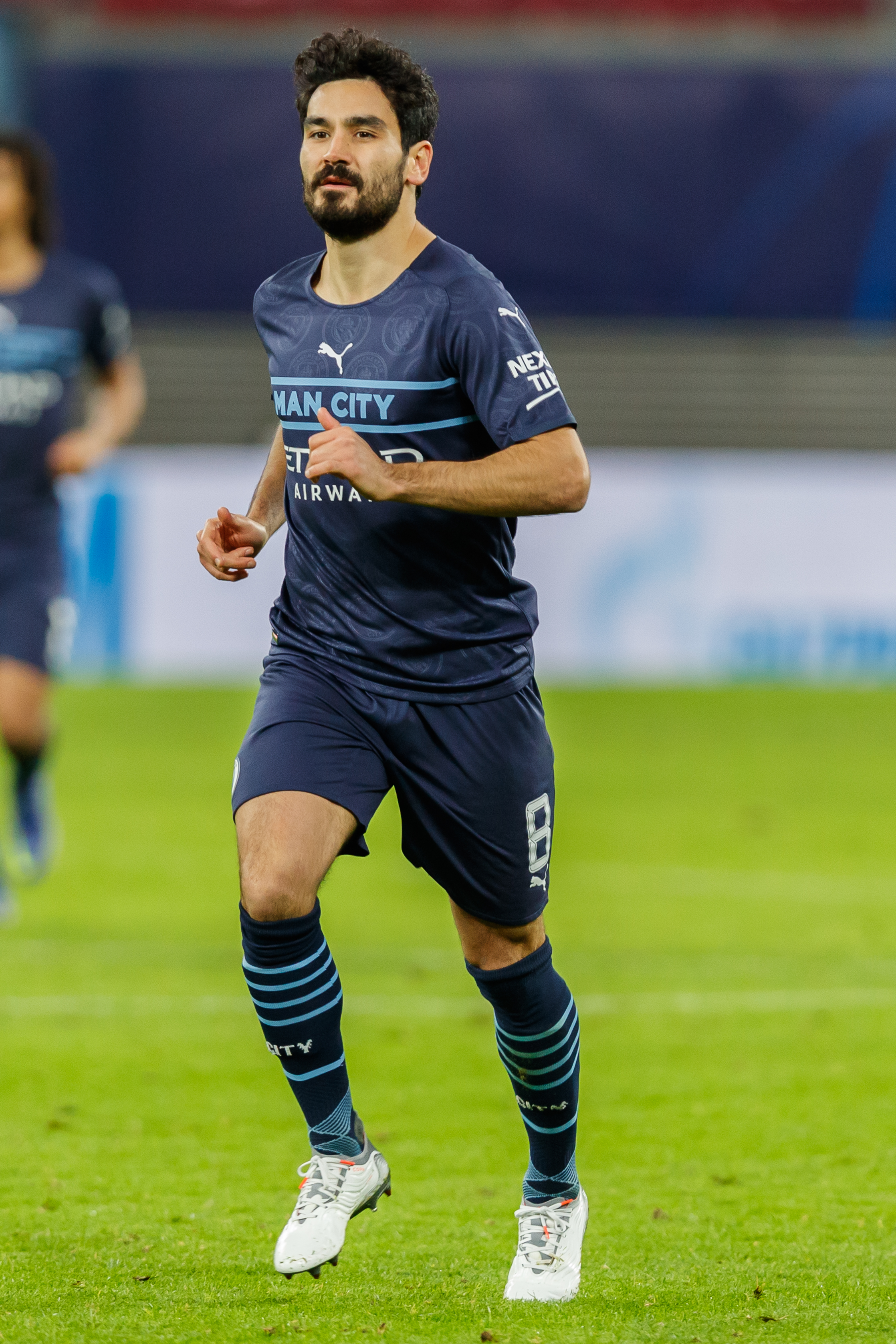
Gündogan pelo Manchester City em 2021.

Na temporada 2020–21, Gündoğan foi um jogador fundamental para o Manchester City, fazendo uma temporada consistente. Gündoğan marcou 13 gols, terminando em nono entre os artilheiros. Além disso, ele foi o segundo melhor médio em termos de golos marcados na temporada. Sua taxa de gols foi muito boa, pois ele marcou um gol a cada 156 minutos. Gündoğan teve uma porcentagem de passes impressionante, com 91% de acertos e, assim, garantiu que a bola sempre continuasse rolando.

#### 2022–23
A temporada 2022–23, de Gündoğan foi fantástica, ele terminou em grande fase, conquistando a Liga dos Campeões, a Premier League e a Copa da Inglaterra.
Gündoğan encerrou sua passagem pelo City no fim da temporada 2022–23. Ao todo, fez 303 jogos, com 60 gols marcados e 35 assistências.

### Barcelona
Assinou com o clube catalão por duas temporadas, até o dia 30 de junho de 2025, numa transferência sem custos e uma multa de 400 milhões de euros.

### Retorno ao Manchester City
Em 23 de agosto de 2024, depois de passar uma temporada fora do clube, Gündoğan voltou ao Manchester City, assinando um contrato de um ano.

## Seleção Nacional

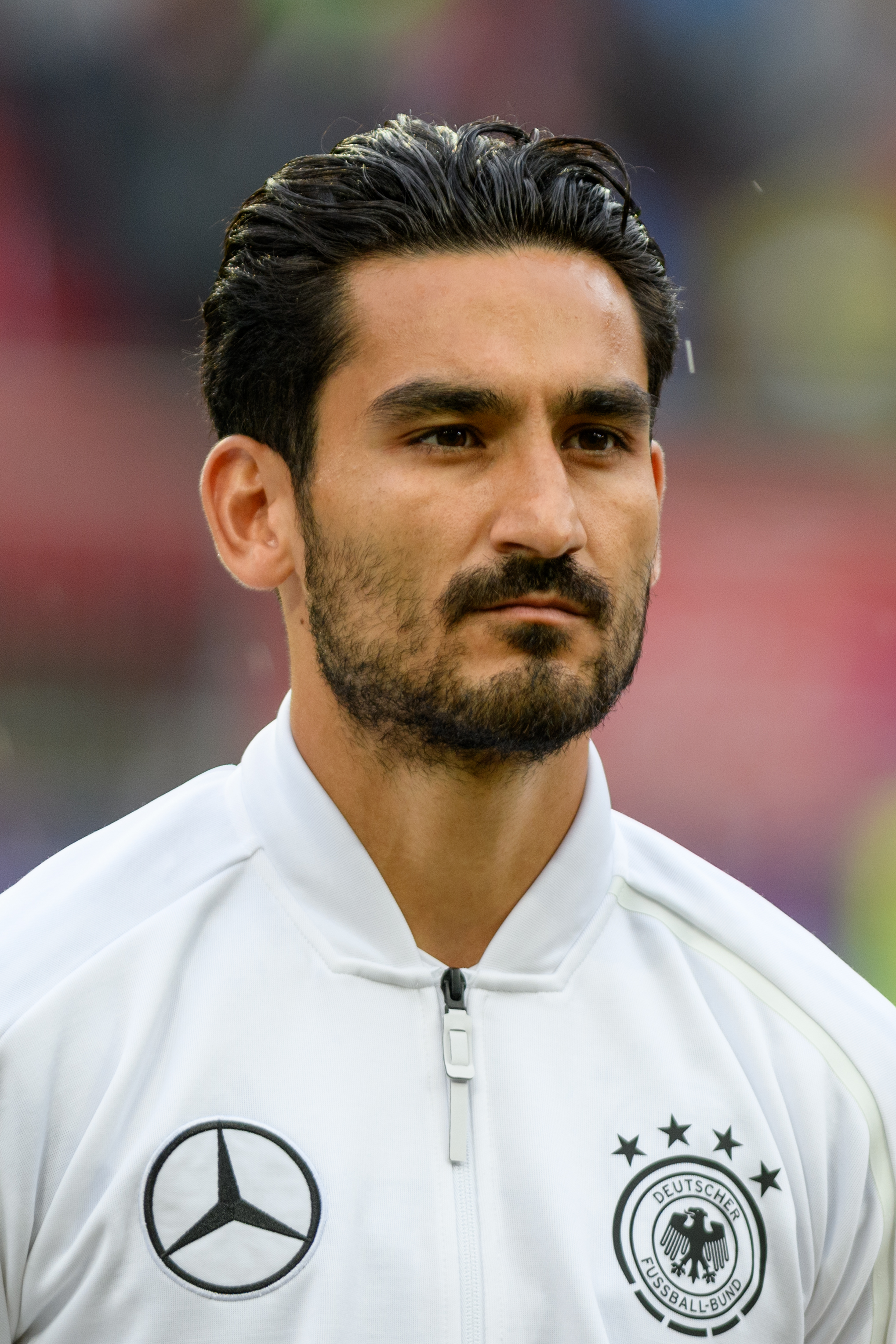
Gündoğan em amistoso pela Seleção Alemã em 2018.

Estreou pela Seleção Alemã em 11 de outubro de 2011 ante a Bélgica pelas Qualificações para o Campeonato Europeu de Futebol de 2012. Antes disso, ele foi convidado para defender a Seleção Turca, que representa a terra natal de seus pais. Porém recusou a oferta em favor de jogar por seu país de nascimento.
Em maio de 2012 ele foi convocado pelo técnico Joachim Löw para a seleção de 23 jogadores para a UEFA Euro 2012.
Em 26 de março de 2013, Gündoğan marcou o seu primeiro gol pela Alemanha na vitória por 4–1 ante a Seleção Cazaque de Futebol no Grundig-Stadion, em Nuremberg. O jogo contou para as eliminatórias da Copa do Mundo FIFA de 2014.
Entretanto, pela lesão sofrida na temporada 2013–14, impediu a oportunidade de ser chamado a participar da Copa do Mundo de 2014. O mesmo ocorreu um mês antes do início da Eurocopa de 2016 por uma lesão no joelho ocorrida num treinamento.
Em 10 de novembro de 2022, Gündoğan foi selecionado para a equipe de 26 jogadores da Copa do Mundo FIFA de 2022 no Catar. No jogo de estreia da Alemanha no torneio contra o Japão, Gündoğan marcou um gol de pênalti para dar à Alemanha uma vantagem de 1–0. No entanto, o Japão venceu por 2–1. Gündoğan foi convocado para a equipe da Alemanha na UEFA Euro 2024. Em 14 de junho, ele capitaneou a Alemanha em uma vitória de 5–1 sobre a Escócia no jogo de abertura da Euro 2024 em Munique.
No dia 18 de agosto de 2024, anunciou a sua aposentadoria da Seleção.

## Títulos
Borussia Dortmund
- Campeonato Alemão: 2011–12
- Copa da Alemanha: 2011–12
- Supercopa da Alemanha: 2013

Manchester City
- Campeonato Inglês: 2017–18, 2018–19, 2020–21, 2021–22 e 2022–23
- Copa da Inglaterra: 2018–19 e 2022–23[32]
- Copa da Liga Inglesa: 2017–18, 2018–19, 2019–20 e 2020–21
- Supercopa da Inglaterra: 2018 e 2019
- Liga dos Campeões da UEFA: 2022–23[33]

### Prêmios individuais
- Equipe ideal da Bundesliga pela Kicker: 2012–13
- Time do Ano da ESM: 2012–13, 2020–21
- 85º melhor jogador do ano de 2016 (The Guardian)[34]
- Jogador do mês da Premier League: janeiro de 2021, fevereiro de 2021
- Equipe ideal da Premier League pela PFA: 2020–21
- Equipe ideal da Liga dos Campeões da UEFA: 2020–21[35]
- Time da temporada do Jornal Marca: 2022-23[36]
- Futebolista Alemão do Ano: 2023